# Campagnol sylvestre
Microtus pinetorum
Espèce
Statut de conservation UICN

 LC  : Préoccupation mineure
Le Campagnol sylvestre (Microtus pinetorum) est une espèce de rongeurs de la famille des Cricétidés. C'est un micromammifère nord américain. Ce campagnol est proche de la souris  dont il se différencie par une très courte queue et par des oreilles cachées sous le pelage.
Vivant dans les forêts non inondées (de feuillus préférentiellement ; chênes, hêtres, tilleuls) et à leurs abords, son activité est en grande partie souterraine.
On le trouve dans la partie orientale de l'Amérique du Nord (du golfe du Mexique jusqu'aux Grands Lacs, et notamment dans le sud-est de l'Ontario et sud-Québec où il est très rare et ne constitue que de petites populations.

## Description
L’adulte est couvert d'une fourrure fournie, de couleur brun rougeâtre (plus pâle sur la face ventrale).
Il mesure de 11 à 13 cm de long, pour un poids variant de 19 à 37 g chez l'adulte.
Il vit en colonies, dans des tunnels peu profonds, conduisant à un nid souvent construit dans un terrier, sous une pierre ou un tronc d'arbre ou une pierre. Il fréquente aussi les lisières (écotone) des forêts, les vergers et les champs où il peut en Europe côtoyer son cousin le campagnol des champs.

Carte de répartition

## Menaces
Il est considéré comme menacé voire en danger de disparition à cause de l'artificialisation et la fragmentation des forêts, et de la croissance des aires agricoles, urbaines et industrielles.
Son alimentation estivale est constituée principalement d'herbe, et notamment de carex. En hiver il mange surtout des branches, des brindilles, des morceaux d'écorce et des racines.
Comme d'autres rongeurs, il peut être vecteur de quelques maladies (zoonoses) transmissibles à l'Homme et être vecteur de tiques porteuses de la maladie de Lyme (bien que ce soit la souris à pattes blanches qui semble en être le premier vecteur en Amérique du Nord).